# Eleaten

Antike griechische Städte mit Elea in der heutigen Region Kampanien (Campania)

Die Eleaten stellten eine der ältesten philosophischen Schulen der griechischen Antike dar (eleatische Schule). Benannt ist die Schule nach der von Griechen gegründeten, an der westitalienischen Küste gelegenen Stadt Elea. Die Eleaten gehören zur Gruppe der Vorsokratiker.
Parmenides aus Elea gilt als Hauptvertreter dieser monistischen Lehre, in der ein einziges, unveränderliches Sein postuliert wird.
Weitere bekannte Vertreter dieser Philosophie sind Zenon von Elea und Melissos von Samos.
Nach früherer Ansicht wurde die eleatische Lehre etwa 540 v. Chr. von Xenophanes in Elea begründet, Xenophanes wird aber nach gegenwärtigem Wissensstand nicht mehr zu den Eleaten gerechnet. Zuvor sah man Parmenides als einen Schüler von Xenophanes (* um 570 v. Chr.) an.
Als Eleatismus bezeichnet man „jede philosophische Lehre, die von einem absoluten, nur durch Denken zu erfassenden Sein ausgeht und ihm das Werden und die sichtbare Welt als Schein entgegensetzt“.